# Evangelický hřbitov ve Strměchách
Evangelický hřbitov ve Strměchách se nachází na jižním okraji Strměch (části města Pelhřimova) u toleranční modlitebny. Vlastníkem hřbitova je sbor ČCE v Pelhřimově-Strměchách.
Původně reformovaný (kalvínský) hřbitov byl založen kolem filiální modlitebny sboru v Moravči, jež byla postavena roku 1788.
Na hřbitově se zachovalo dvanáct kamenných náhrobků z 19. století. Nejstarší z nich je datován rokem 1823. Tyto náhrobky jsou druhotně osazené u hřbitovní zdi. Častým ozdobným prvkem strměšských náhrobních kamenů je symbol kalicha.

## Galerie

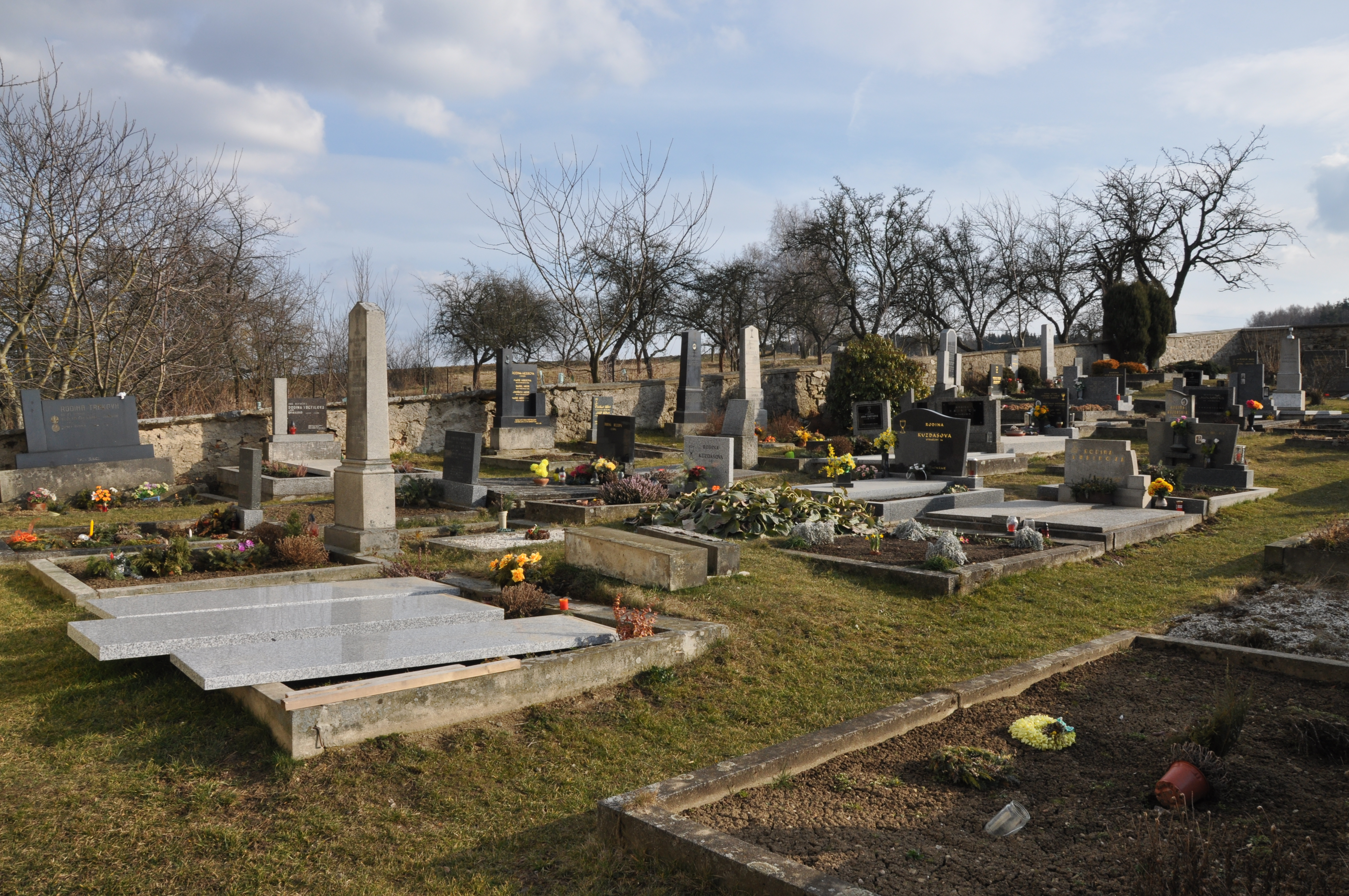
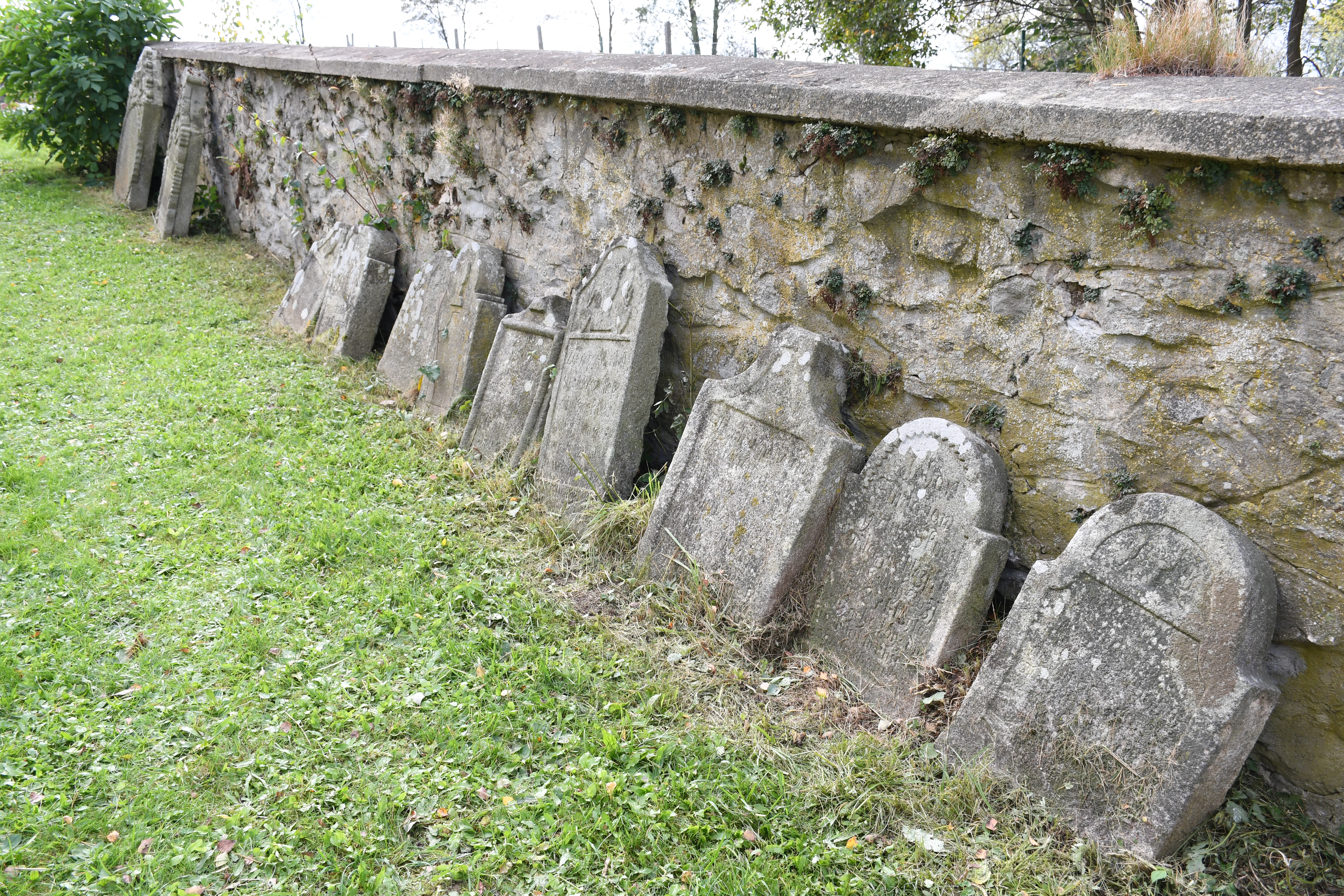
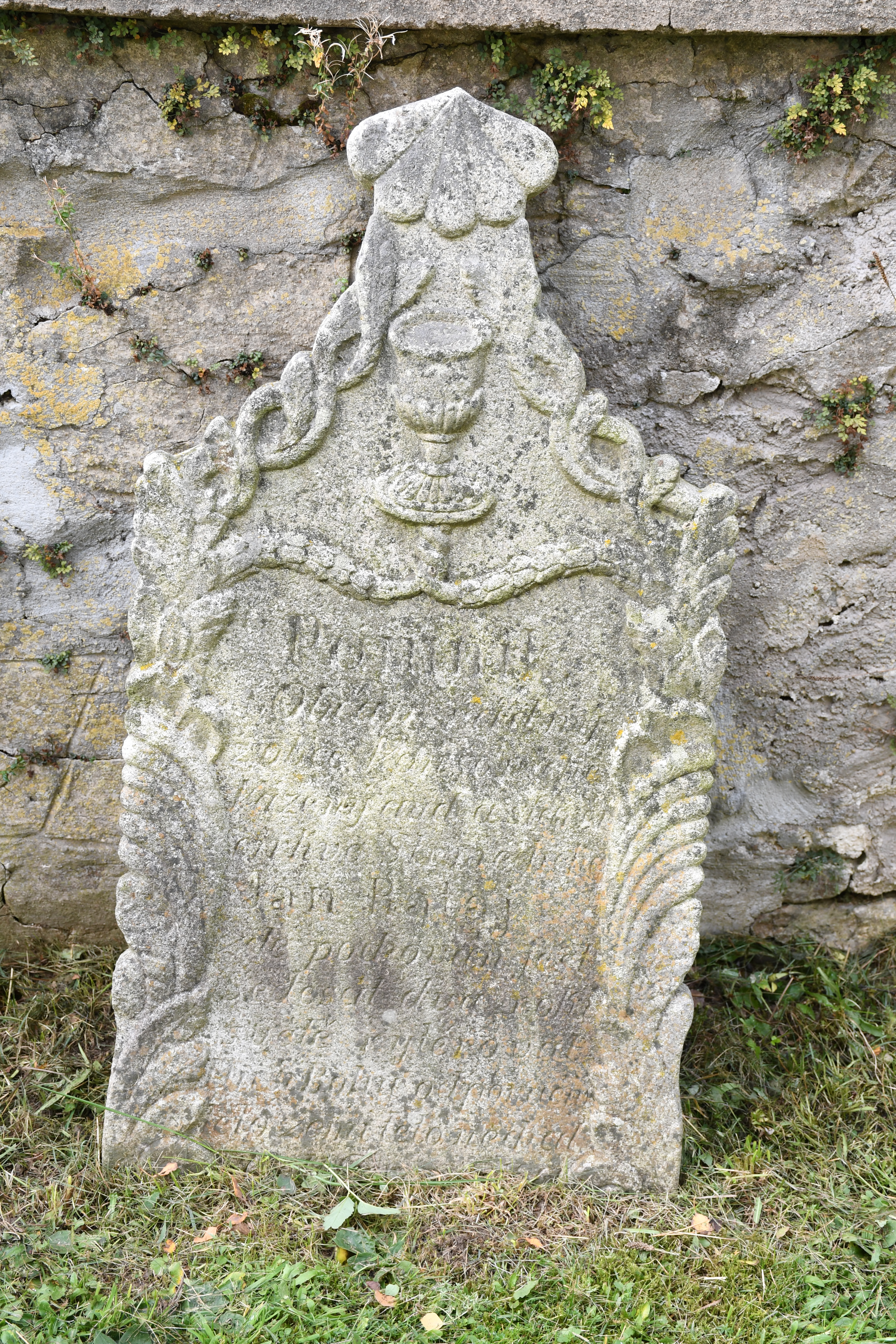
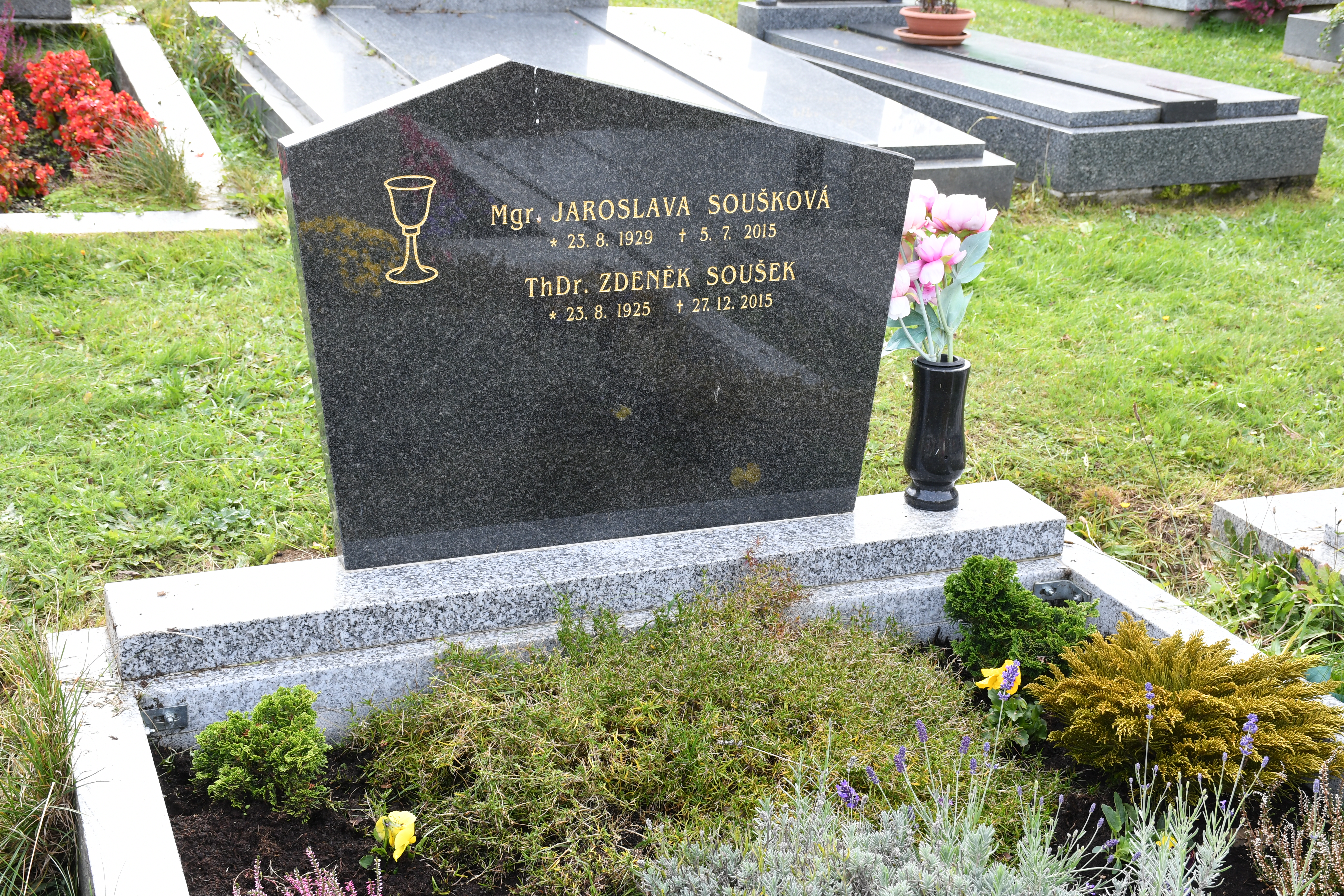